# بیلسکو بیاوا
بیلسکو بیاوا () (به لهستانی: Bielsko-Biała) (به آلمانی: Bielitz - Biala) (به چکی: Bílsko - Bělá) یکی از شهرهای جنوبی لهستان است. جمعیت این شهر در ژوئن سال ۲۰۰۹ بالغ بر ۱۷۵٬۵۱۳ نفر بوده‌است.